# Fantastic Voyage: The Greatest Hits
Fantastic Voyage: The Greatest Hits è la prima raccolta di Coolio, pubblicata nel 2001.

## Tracce
1. Fantastic Voyage
2. Gangsta's Paradise
3. C U When You Get There
4. Too Hot
5. Aw Here It Goes [Theme from Kenan and Kel]
6. Ooh la La
7. I Remember
8. 1, 2, 3, 4 (Sumpin' New)
9. Hit 'Em High
10. Mama I'm in Love Wit a Gangsta
11. My Soul
12. Country Line
13. Geto Highlights